# El Rodeo, Tejupilco
El Rodeo  är en ort i kommunen Tejupilco i delstaten Mexiko i Mexiko. Samhället hade 524 invånare vid folkräkningen 2020.